# S103 (Den Haag)
De S103 is een stadsroute in Den Haag die loopt over een gedeelte van de Stadhouderslaan.
De weg verbindt de S100/Centrumring, vanaf het punt waar deze van de Groot Hertoginnelaan afslaat naar de Koningin Emmakade/Waldeck Pyrmontkade, met de S200/Ring Den Haag, ter hoogte van de President Kennedylaan.
Met een totale lengte van ongeveer 400 meter is de S103 de kortste Haagse stadsroute.
 Den Haag ·   ·  ·  · · ·  ·  ·  ·  ·  ·  

 Haagsche tunnels: Koningstunnel · Hubertustunnel · Victory Boogie Woogietunnel